# Lucilia rubicornis
Lucilia rubicornis är en tvåvingeart som först beskrevs av Robineau-desvoidy 1863.  Lucilia rubicornis ingår i släktet Lucilia och familjen spyflugor.
Artens utbredningsområde är Frankrike. Inga underarter finns listade i Catalogue of Life.